# Lusitania (schip, 1907)
De RMS Lusitania was een oceaanlijner van de Cunard Line. Zij was gedurende korte tijd het grootste, snelste passagiersschip ter wereld, tot het overtroffen werd door het zusterschip de RMS Mauretania.
De RMS Lusitania raakte bekend doordat het schip tijdens de Eerste Wereldoorlog zonder waarschuwing werd getorpedeerd door een Duitse onderzeeër, wat leidde tot verslechterde relaties tussen Duitsland en de (toen nog) neutrale Verenigde Staten.

## Geschiedenis
Groot-Brittannië besloot in 1902 tot de bouw van de RMS Lusitania. Het schip moest een snelheid van 24,5 knopen kunnen halen en geschikt zijn voor het gebruik van kanonnen. Een deel van de toekomstige bemanning zou bestaan uit reserveofficieren van de Britse marine. De Amerikaanse scheepsmagnaat en bankier John Pierpont Morgan, die Cunard Line wilde overnemen, kreeg van de Britse overheid te horen dat de RMS Lusitania staatseigendom was en bij een overname van het bedrijf dus niet aan hem zou toebehoren. In juli 1903 werd de bouw officieel gestart.
De reder kreeg op 19 februari 1913 opdracht de Lusitania binnen te halen en wijzigingen aan te brengen die hem meer geschikt zouden maken als hulpkruiser. Zes van haar ketels werden buiten gebruik gesteld en een deel van de stuuraccommodatie werd verwijderd om het laadruim te vergroten. In september 1914 vernam de rederij dat de Lusitania voor het vervoer moest zorgen van 'admiraliteitsgoederen' tussen Groot-Brittannië en de Verenigde Staten, dus voor het vervoer van wapens, munitie en legergoederen.

## Ondergang

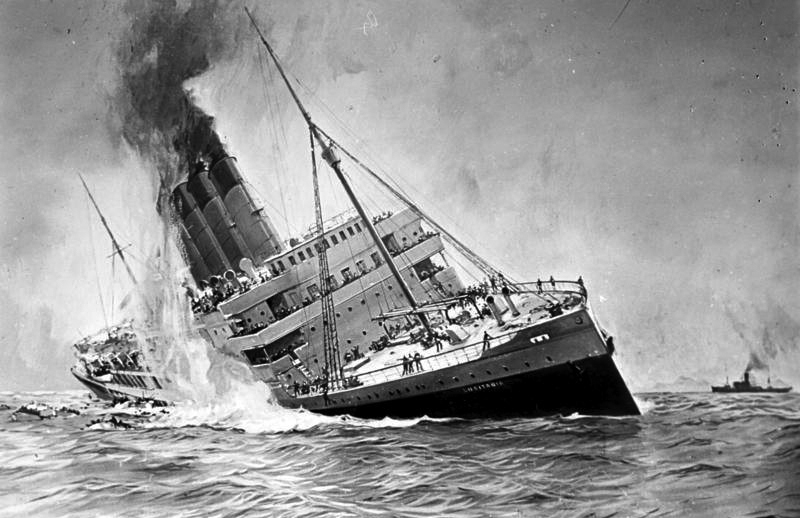
De Lusitania zinkt.

Op 7 mei 1915 werd het schip tijdens een reis van New York naar Liverpool door de Duitsers tot zinken gebracht voor de kust van Kinsale, tijdens de duikbotenoorlog. De Duitse onderzeeër U 20 had met een torpedo een gat geschoten in de stuurboordboeg van de Lusitania; kort daarop volgde nog een explosie. Het schip zonk in 18 minuten. Daardoor kon slechts een beperkt aantal sloepen te water worden gelaten, wat fataal werd voor de meeste passagiers en bemanningsleden.
Volgens de waarschijnlijkste gegevens kwamen 1198 van de 1962 opvarenden om het leven, waaronder 128 Amerikaanse staatsburgers.
Onder de slachtoffers bevond zich Marie Picard, de echtgenote van de befaamde Belgische chirurg Antoine Depage, die tijdens de oorlog de leiding had van het militair hospitaal in De Panne. Ze was in de Verenigde Staten geweest om geld en materiaal in te zamelen voor het hospitaal. Ook bevonden zich Charles Klein en Alfred Gwynne Vanderbilt onder de omgekomen passagiers.

## Gevolgen van de ramp
De aanval op de Lusitania leidde tot hevige reacties in de Verenigde Staten. Een deel van de Amerikaanse pers riep op tot oorlog tegen Duitsland. De geallieerden wakkerden deze stemming aan. De Amerikaanse president Wilson wilde niet zover gaan, maar eiste wel dat Duitsland zich zou verontschuldigen, schadevergoeding zou betalen aan de Amerikaanse slachtoffers, en bovendien zou beloven dat zoiets nooit in de toekomst zou gebeuren.
Duitsland verdedigde zich met er op te wijzen dat de Lusitania een hulpkruiser van de Britse marine was en dat hij in eerdere reizen wapens, munitie en troepen had vervoerd. Bovendien had de Duitse ambassade de passagiers in de Verenigde Staten gewaarschuwd dat het schip zich in een oorlogszone zou begeven, Britse schepen konden aangevallen worden. Ook droeg het schip in de oorlogszone geen vlag, wat in strijd was met het oorlogsrecht.
Volgens het oorspronkelijke manifest bestond de lading uit 1248 kisten met elk vier shrapnelgranaten, bestemd voor de Britse pounders-snelvuurkanonnen die gebruikt werden bij de rijdende veldartillerie. Er waren ook kisten munitie, munitie-onderdelen en explosieven aan boord van het Britse leger.
Om de VS te bedaren besliste Duitsland op 9 september 1915 zijn duikbotenoorlog te beperken. Zo zouden passagiersschepen niet meer worden aangevallen.
Daarna verbeterden de Duits-Amerikaanse betrekkingen weer, maar de zaak had tot een anti-Duitse stemming in de Amerikaanse publieke opinie geleid. Toen Duitsland begin 1917 toch weer overschakelde op een onbeperkte duikbotenoorlog, in een poging om aan de greep van de Britse blokkade te ontkomen, zou het toch in oorlog met de Verenigde Staten geraken.

## Wrakduiken
In de jaren 1960 dook de duiker John Light naar het wrak. Met zijn eenvoudige duikuitrusting kon hij maar een paar minuten beneden blijven en zo geen heldere blik op het wrak werpen. Hij sprak over een groot gat dicht bij de plek waar de torpedo insloeg en dacht dat de munitie die het schip vervoerde was ontploft toen het schip zonk.
In 1993 dook Robert Ballard naar het wrak om het nader te onderzoeken. Hij dook naar de circa 100 meter diep liggende Lusitania en zag dat er veel kolengruis op de bodem lag. Zijn veronderstelling was dat de torpedo een van de aan weerszijden van de romp gelegen kolenbunkers had opengescheurd en een ontploffing veroorzaakt had in het explosieve kolengruis. Die ontploffing zou mogelijk weer een andere bunker hebben doen openscheuren en zo een kettingreactie in werking hebben gezet. Zo kon de RMS Lusitania zinken terwijl er maar één torpedo op afgeschoten was.

## Zeitgeist
In de documentaire Zeitgeist wordt geopperd dat de Verenigde Staten opzettelijk dit schip in Duitse vaarwateren stuurde, zodat het getorpedeerd kon worden door de Duitsers. Na deze gebeurtenis hadden de Amerikanen plots een excuus om betrokken te worden bij de oorlog, waar ze eerst neutraal tegenover stonden. Dit kan echter niet met feiten worden aangetoond. Wel is bekend dat er vlak voor de terugreis naar Queenstown, Duitse advertenties in Amerikaanse kranten waren geplaatst, die Amerikaanse passagiers waarschuwden om niet aan boord te gaan van dit schip.